# Ніна Жижич
Ні́на Жи́жич (чорн. Нина Жижић) — чорногорська співачка. Свою кар'єру вона розпочала у 2004 році з гуртом «Негре». Вона представляла Чорногорію на Пісенному конкурсі Євробачення 2013 разом з хіп-хоп гуртом «Who See» та представлятиме країну на Євробаченні 2025 з піснею «Dobrodošli».

## Біографія та кар'єра
У десять років дебютувала на місцевому телебаченні, де наслідувала відомих співаків і акторів. Одночасно вивчала англійську мову, літературу, а також танці, і навіть виграла кілька танцювальних конкурсів. 2002 року посіла друге місце на національному конкурсі молодих виконавців. Кілька місяців по тому виступила на міжнародному музичному фестивалі в боснійському місті Зениця, де посіла першу сходинку п'єдесталу пошани.
Перший сингл під назвою «Odlazi» співачка випустила 2003 року, а потім записала ще шість синглів.
2004 року виступала у складі гурту «Негре». Разом з ними взяла участь у міжнародному фестивалі «Suncane Skále» з піснею «K'o Nijedna Druga» де, набравши 46 балів, посіла третє місце. Це сприяло гарній репутації гурту в Сербії, Боснії і Герцеговині та інших балканських країнах. «Негре» розпався через рік.
Перший сольний хіт співачки («Строго повјерливо»), що вийшов 2007 року, був дуже успішним у колишніх югославських республіках[джерело?].
У вересні 2012 року представляла Чорногорію на великому концерті під назвою «Kardeşlik Senfonisi» симфонія братерства, що його організувала TRT і який відбувся в Сараєво.
Разом з хіп-хоп гуртом «Who See» вона представляла Чорногорію на пісенному конкурсі «Євробачення-2013» в Мальме з піснею «Igranka».У другому півфіналі, що відбувся 14 травня, вони набрали 41 бал та посіли дванадцяте місце, не пройшовши до фіналу конкурсу. 
Жижич брала участь у «Montesong 2024», національному відборі Чорногорії на пісенний конкурс «Євробачення-2025», де вона посіла друге місце після гурту «Neonoen». Однак, 4 грудня 2024 року «Neonoen» знялися з конкурсу через те, що раніше виконували свою конкурсну пісню у 2023 році, що є порушенням правил. 8 грудня 2024 року було оголошено, що Жижич з піснею «Dobrodošli/Добродошли» була обрана представницею Чорногорії на конкурсі.